# 잠실 엘스
잠실 엘스(영어: Jamsil LLL's)는 대한민국 서울특별시 송파구 올림픽로 99 (잠실동 19)에 위치하고 있다. 잠실 주공 1단지가 재개발되어 2008년 9월에 재건축이 완료되었다. 총 5678세대, 총 72개동, 총 34(몇몇 건물만)층으로 구성된다.

## 사건 및 사고
- 아파트 지하에서 화재가 발생해 한 아파트에 사는 모두가 대피했다.
- 2018년 여름, 130동 1층에서 낡은 에어컨 때문에 불이 났다. 그때가 새벽이라 공부하고 있던 딸 혼자 탈출했다.
- 2022년 여름, 101동에서도 에어컨으로 인해 1층 어린이집에서 불이 났다.다행이 어린이들이 없어서 교사들과 아파트 전주민이 대피했다.